# Отвод (трубы)

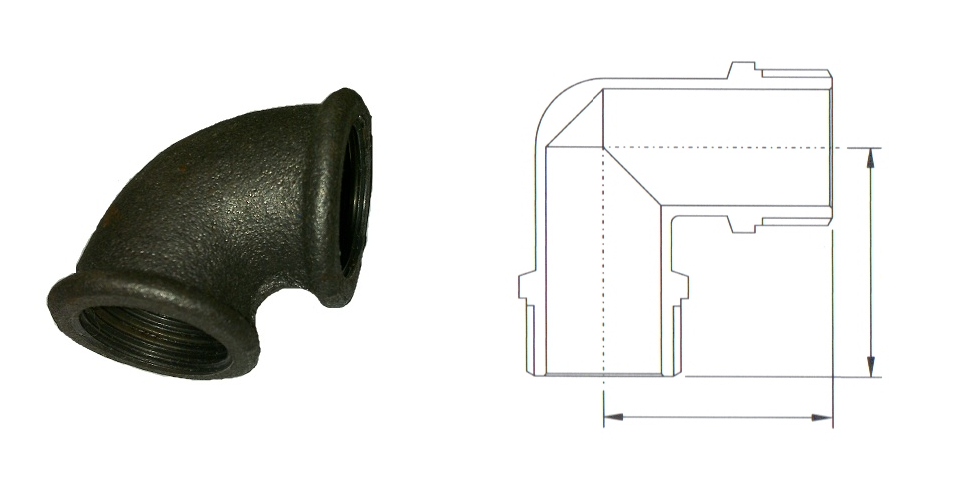
Внешний вид (слева) и чертеж в разрезе

Отво́д — изделие, предназначенное для изменения направления потока жидкости (газа) в трубопроводе. 
Изготавливается из чугуна, стали, пластика и так далее.

## Виды стальных отводов
- Крутоизогнутые цельнотянутые изготавливаются из углеродистой и низколегированной стали с углами гиба 45, 60, 90 и 180° из труб методом штамповки или протяжки по рогообразному сердечнику. Применяются для трубопроводов различного назначения, включая подконтрольные органам надзора (с индексом «П» на маркировке) при рабочем давлении до 160 атм при температуре от −70 до +450 °C.
Изготавливаются по ГОСТ 17375-2001 (типа 3D с радиусом гиба примерно 1,5 Ду; исполнения 1 и 2) и по ГОСТ 30753-2001 (типа 2D с радиусом гиба примерно 1 Ду; исполнения 1 и 2). Исполнение 1 сделано на базе иностранных стандартов (DIN) и выпускается в России в основном диаметрами от 21,3 мм до 48,3 мм. Исполнение 2 является наиболее частоиспользуемым. Хотя в ГОСТах заложены все типоразмеры, в России по ГОСТ 17375-01 отводы изготавливаются диаметром от 32 мм до 426 мм. Если нужен отвод с подобной геометрией диаметром выше 426, то обычно (исходя из условий эксплуатации) применяют отводы штампосварные (ОКШ) или сварные секционные (ОСС), а по ГОСТ 30753-01 — изготавливаются отводы диаметром 530, 630, 720 и 820 мм. Также крутоизогнутые отводы изготавливаются по ОСТ 34.10.699-97 (для ТЭЦ и атомной промышленности из черных сталей), по ОСТ 34.10.418-90 (для ТЭЦ и атомной промышленности из нержавеющих сталей), а также по различным ТУ с геометрией по ГОСТ 17375-01 из нержавеющих сталей.
- Штампосварные крутоизогнутые изготавливаются для магистральных и промышленных трубопроводов диаметрами от 219 до 1420 мм на рабочее давление до 100 атмосфер для объектов нефтяной и газовой промышленности. Изготавливаются по ТУ 102—488-95, радиус гиба — 1 и 1,5 Ду. Также имеется ряд других ТУ.
- Сварные секционные изготавливаются по ОСТ 34.10.752-97 (с радиусом гиба 1 Ду и 1,5 Ду) из углеродистых и низколегированных сталей для теплосетей и тепловых электростанций под углом 15, 30, 60 и 90° градусов на рабочее давление до 25 атм при рабочей температуре до 200 °C; по различным типовым схемам (в частности ТС-583, разработанным на базе ОСТ 34.10.752-97) диаметром от 108 до 1620 мм; по ОСТ 36-21-77 диаметрами от 500 до 1420 мм; по ОСТ 36-42-81 диаметрами от 14 до 426 мм (с радиусом гиба 1,5 Ду) из углеродистых сталей, предназначенными для строительства трубопроводов, рассчитанных на давление до 25 атм с температурным диапазоном −30 до +300 °C на предприятиях химической, нефтехимической, металлургической, пищевой, легкой и пр. отраслей промышленности. Также отводы сварные секционные могут изготавливаться по ТУ 102—488-95, ТУ 51-29-81, ОСТ 36-21-77 и др.

## Разновидности гнутых отводов
Отводы гнутые бывают холодногнутыми, которые изготавливаются по ГОСТ 24950-81 с большим (от 15 м) радиусом гиба и горячегнутыми, которые изготавливаются по ТУ 102-488-95, ТУ 102-488-05, ТУ 51-515-91 и другим ОСТ и ТУ с радиусами гиба от 1,5 до 20Ду.